# Посетиоци (ТВ серија)
Посетиоци  (енгл. V скраћено од Visitors) је америчка научно-фантастична серија која је први пут емитована 3. новембра 2009. на телевизији АБЦ. Базирана је на догађајима мини-серије из 1983. коју је створио Кенет Џонсон. Серија прати технолошки напреднију ванземаљску расу која долази на Земљу у почетку са наизглед мировним намерама које касније прерастају у далеко мрачније и злокобније мотиве.

## Фабула
На небу 29 светских метропола појављују се гигантски свемирски бродови и Ана (Морена Бакарин), харизматични вођа ванземаљаца који себе називају Посетиоцима објављује да долазе у миру. Тврдећи да им треба мала количина ресурса са Земље они људима нуде своје знање из медицине и технологије. Велики број људи постаје опчињен ванземаљцима и њиховим бројним лековима, свемирским бродовима и плавом енергијом.
Међутим, мала група људи почиње да сумња у искреност наизглед добронамерних Посетилаца, међу њима и ФБИ агент Ерика Еванс (Елизабет Мичел) која открива да иза тога стоје декаде које су ванземаљци провели покушавајући да се увуку у већину људских институција, владиних, пословних па чак и религиозних. Њихова последња фаза је управо преузимање Земље.
Ерика са још неколико пријатеља придружује Петој Колони, покрету отпора, у покушају да заустави злокобне планове ванземаљаца.

## Глумачка постава

### Главни ликови
- Елизабет Мичел као Ерика Еванс - ФБИ антитерористички агент која случајно открива праву рептилску природу Посетилаца. Она постаје вођа Пете Колоне
- Морис Честнат као Рајан Николс - Посетилац који након што се заљубљује на Земљи мења своје тенденције. Постаје члан Пете Колоне
- Џоел Греч као Отац Џек Лендри - католички свештеник и бивши амерички војник који се удружује са Ериком након што заједно откривају тајну Посетилаца
- Морена Бакарин као Ана - харизматична и манипулативна Висока Заповедница Посетилаца
- Скот Волф као Чед Декер - новинар преко којег Посетиоци комуницирају са светом
- Логан Хафман као Тајлер Еванс - Ерикин седамнаестогодишњи син који постаје мировни амбасадор Посетилаца након што се заљубљује у Лису
- Лора Вандерворт као Лиса - будућа краљица Посетилаца, заљубљује се у Тајлера, ћерка Ане
- Чарлс Межур као Кајл Хобс (споредни лик у првој сезони, главни од друге)[3] - бивши британски специјалац и плаћеник, један од најтраженијих личности владиних организација
- Лурдес Бенедикто као Валери Стивенс (у првој сезони) - Рајанова вереница која несвесна Рајанове праве природе остаје трудна са њим

### Споредни ликови
- Кристофер Шајер као Маркус - Анин главни саветник и њена десна рука
- Марк Хилдрет као Џошуа - физичар који је на челу медицинског особља посаде Њујоркшког матичног брода, члан Пете Колоне
- Дејвид Ричмонд-Пек као Џорџи Сатон (у првој сезони) - један од оснивача покрета отпора, жели да освети своју породицу коју су Посетиоци убили након што је он открио њихове намере
- Роарк Кричлоу као Пол Кендрик - главни члан ФБИ јединице у којој Ерика ради
- Река Шарма као агент Сарита Малик - ФБИ агент и кртица Посетилаца, ради заједно са Ериком
- Скот Хајлендс као Отац Травис - старији свештеник у цркви у којој ради Отац Џек, наклоњен је Посетиоцима
- Лекса Дојг као Леа Перлмен - доктор Посетилаца која се претвара да је човек, члан Пете Колоне
- Џејн Бадлер као Дајана (у другој сезони) - Анина мајка[4], Ана је држи у заточеништву на свом броду, некадашња краљица Посетилаца
- Брет Харисон као Сидни Милер (у другој сезони) - биолог који поседује информације о Црвеном небу са краја прве сезоне[5]
- Одед Фер као Илај Кон (у другој сезони) - бивши агент Мосада и лидер јединице Пете Колоне, у прошлости повезан са Ериком
- Џеј Карнс као Крис Болинг (у другој сезони) - нови ФБИ партнер Ерике, који сумња у њену повезаност са Петом Колоном
- Марк Сингер као Ларс Тремонт (у другој сезони) - члан тајне владине организације која се припрема за напад Посетилаца
- Она Храуер као Кери Елтоф (у другој сезони) - Чедова сарадница на ТВ станици која отворено говори против Посетилаца

## Епизоде

### Сезона 1 (2009-2010)
Прва сезона састоји се од 12 епизода.
| Епизода | Назив епизоде                  | Премијерно приказано у САД | Број гледалаца у милионима у САД |
| ------- | ------------------------------ | -------------------------- | -------------------------------- |
| 1 / 1   | Пилот (енгл. Pilot)                 | 3.11.2009.                 | 14.30                            |
| 2 / 2   | Нема више нормалног (енгл. There Is No Normal Anymore)   | 10.11.2009.                | 10.70                            |
| 3 / 3   | Ведар нови дан (енгл. A Bright New Day)        | 17.11.2009.                | 9.32                             |
| 4 / 4   | Тек је почетак (енгл. It's Only the Beginning)        | 24.11.2009.                | 9.20                             |
| 5 / 5   | Добродошли у рат (енгл. Welcome to the War)      | 30.3.2010.                 | 7.03                             |
| 6 / 6   | Врећа меса (енгл. Pound of Flesh)            | 06.4.2010.                 | 5.79                             |
| 7 / 7   | Џон Меј (енгл. John May)               | 13.4.2010.                 | 5.61                             |
| 8 / 8   | Не можемо да победимо (енгл. We Can't Win) | 20.4.2010.                 | 5.81                             |
| 9 / 9   | Виљушка јеретика (енгл. Heretic's Fork)      | 27.4.2010.                 | 4.87                             |
| 10 / 10 | Срца и умови (енгл. Hearts and Minds)          | 4.5.2010.                  | 5.37                             |
| 11 / 11 | Рађање (енгл. Fruition)                | 11.5.2010.                 | 5.69                             |
| 12 / 12 | Црвено небо (енгл. Red Sky)           | 18.5.2010.                 | 5.46                             |

### Сезона 2 (2010-2011)
Друга сезона састојаће се од 10 епизода.
| Епизода | Назив епизоде                          | Премијерно приказано у САД | Број гледалаца у милионима у САД |
| ------- | -------------------------------------- | -------------------------- | -------------------------------- |
| 13 / 1  | Црвена киша (енгл. Red Rain)                   | 4.1.2011.                  | 6.59                             |
| 14 / 2  | Зуб издајице (енгл. Serpent's Tooth)                  | 11.1.2011.                 | 5.77                             |
| 15 / 3  | Голо легло (енгл. Laid Bare)                    | 18.1.2011.                 | 5.70                             |
| 16 / 4  | Нечисти савез (енгл. Unholy Alliance)                 | 1.2.2011.                  | 5.29                             |
| 17 / 5  | Конкордија (енгл. Concordia)                    | 8.2.2011.                  | 5.40                             |
| 18 / 6  | Опсада (енгл. Siege)                        | 15.2.2011.                 | 5.43                             |
| 19 / 7  | Муке рађања (енгл. Birth Pangs)                   | 22.2.2011.                 | 5.14                             |
| 20 / 8  | Тешко глави на којој је круна (енгл. Uneasy Lies the Head) | 1.3.2011.                  | 5.04                             |
| 21 / 9  | Враг у плавој хаљини (енгл. Devil in a Blue Dress)          | 8.3.2011.                  | 4.98                             |
| 22 / 10 | Дан мајки (енгл. Mother's Day)                     | 15.3.2011.                 | 5.51                             |

Упркос крајње отвореном завршетку друге сезоне, солидној гледаности као и петицији фанова АБЦ је одлучила да престане са снимањем серије.

## Продукција
Серију чине глумци који су и раније глумили у научно-фантастичним серијама, као што су Изгубљени, 4400, Смолвил. Снимање прве сезоне почело је 10. августа 2009. након 4 епизоде које су приказане током јесени 2009. осталих 8 епизода приказано је на пролеће 2010. Друга сезона је почела са емитовањем у САД 4. јануара 2011 а завршена је 15. марта.

## Пријем код публике
Прва епизода добила је позитивне критике. Сајт Метакритик доделио јој је оцену 67 од 100, док ју је Ентертејмент Онлајн нахвалио говорећи да на скали од 1 до 10 епизода заслужује 11. УСА Данас је серију сврстао на листу од топ 10 нових серија тврдећи да је римејк одлично урађен. Њујорк тајмс је написао да су идеје серије о ванземаљској инвазији заводљиве али је штета што су намере ванземаљаца откривене у овако раној фази серије.

## Награде
Серија је номинована за Најбоље специјалне ефекте у ТВ-серији на додели Еми награда 2010. за Пилот епизоду. Серија је такође номинована и за Најбољу ТВ драму на 36. додели награда Избор народа и за Најбољу ТВ презентацију. Морена Бакарин је номинована за Најбољу споредну глумицу у ТВ серији на 36. додели Сатурн награда.